# Экуменический институт Боссэ

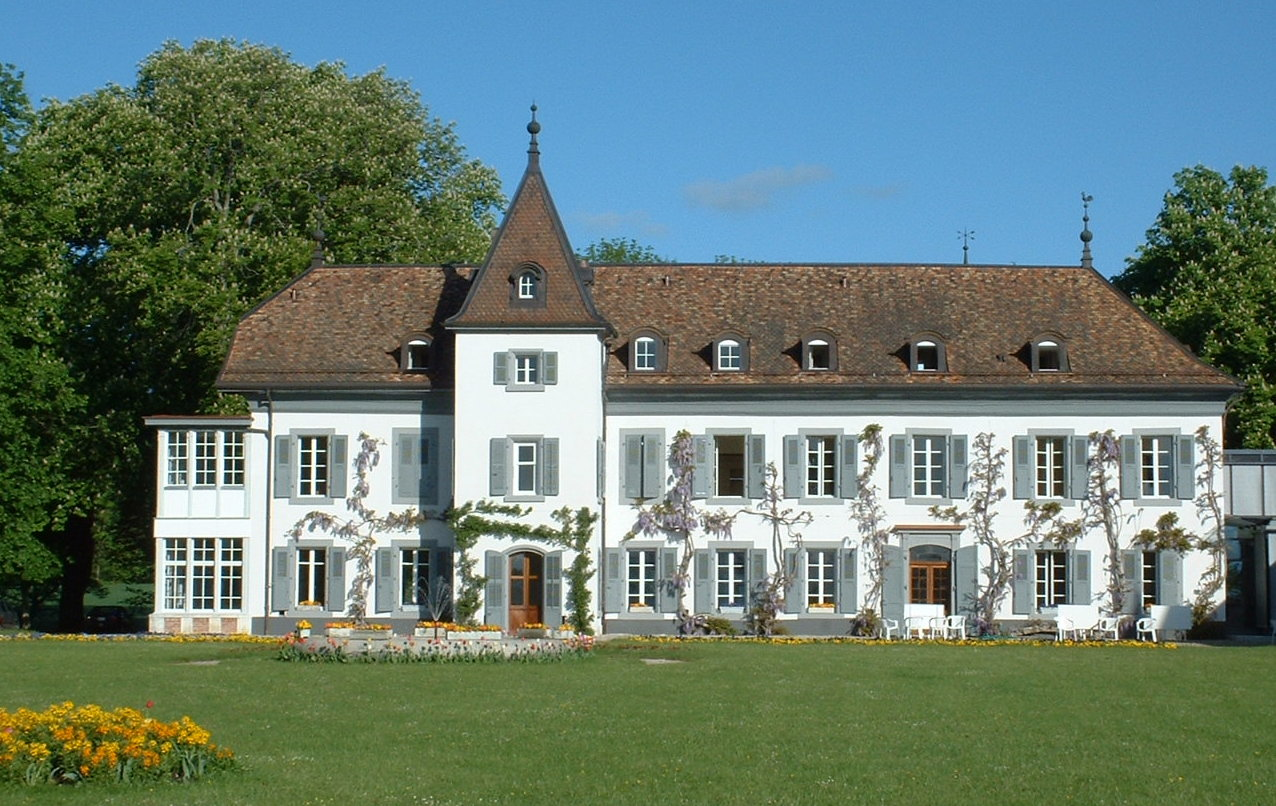
Поместье Боссэ

Экумени́ческий институ́т Боссэ́ (фр. Institut œcuménique de Bossey, англ. Bossey Ecumenical Institute, нем. Ökumenisches Institut Bossey) — негосударственное религиозное учебное заведение экуменической направленности. Расположено в муниципалитете Божи-Боссэ, кантона Во, Швейцария.

## История
Основан по инициативе Генерального секретаря ЦК Всемирного совета церквей Виллема Виссер-Хуфта в октябре 1946 года в поместье Боссе, приобретённом на средства Джона Рокфеллера-младшего. С самого начала задумывался как «лаборатория экуменического движения».
С 1951 года Экуменический институт Боссэ был приписан к факультету протестантской теологии Женевского университета, с 1952 года в Боссэ стали проходить четырёхмесячные курсы по теории и практике экуменизма. Некоторые члены французской экуменической общины Тезе посещали Боссэ с курсами лекций и беседами о христианском единстве.
Работа Экуменического института Боссэ в основном направлена на подготовку кадров для экуменической деятельности, поэтому большое внимание уделяется практическим дисциплинам, «совместной общинной жизни» и молитве. С 2002 года совместно с Женевским университетом Экуменический институт начал осуществлять магистерские и докторские программы.
В 2010 году в связи с финансовыми трудностями Федерация протестантских церквей Швейцарии решила выделить институту 60 000 швейцарских франков (около 44 000 евро).

## Директоры
- Хендрик Кремер[англ.] (Нидерланды) и Сюзанна де Дитрих[англ.] (Франция) (1946—1955)
- Ганс-Генрих Вольф[нем.] (ФРГ) (1955—1966)
- Никос Ниссиотис (Греция) (1958—1974)
- Джон Мбити[англ.] (Уганда) (1974—1980)
- Карл Х. Херц (США) (1978—1983)
- Адриаан Геензе (Нидерланды) (1983—1989)
- Сэмюэл Амиртам[англ.] (Индия) (1989—1990)
- Жак Николь (Швейцария) (1989—1996)
- Хайди Хадсел-ду Насименту[англ.] (США) (1997—2001)
- протоиерей Иоанн Саука (Румыния) (с 2001)